# Montluel
Montluel je malé město ve Francii, v regionu Auvergne-Rhône-Alpes, v départementu (administrativní kraj) Ain, blízko Lyonu.
V roce 2012 žilo v Montluelu 7 112 lidí (Montluistes).

## Partnerská města
- Ostfildern